# Хамра (Якутия)
Хамра (якут. Хамра) — село в Ленском районе Республики Саха (Якутия) России. Входит в состав Ярославского наслега.

## География
Село находится в юго-западной части Якутии, в пределах Приленского плато, на левом берегу реки Лены, вблизи места впадения в неё реки Хамры, на расстоянии примерно 68 километров (по прямой) к юго-западу от города Ленска, административного центра района. Абсолютная высота — 205 метров над уровнем моря.
Климат
Климат характеризуется как резко континентальный, с морозной зимой и относительно жарким летом. Средняя температура воздуха самого тёплого месяца (июля) составляет 22 °C; самого холодного (января) — −32 °C. Основное количество атмосферных осадков (75-80 % от годовой суммы) выпадает в период с апреля по октябрь. Снежный покров держится в течение 200—210 дней в году.
Часовой пояс
Село Хамра находится в часовой зоне МСК+6. Смещение применяемого времени относительно UTC составляет +9:00.

## Население
| 2002 | 2010 | 2021 |
| ---- | ---- | ---- |
| 182  | ↘121 | ↘93  |

Половой состав
По данным Всероссийской переписи населения 2010 года в гендерной структуре населения мужчины составляли 50,4 %, женщины — соответственно 49,6 %.
Национальный состав
Согласно результатам переписи 2002 года, в национальной структуре населения русские составляли 98 % из 182 чел.

## Инфраструктура
Функционируют дом культуры и библиотека.

## Улицы
Уличная сеть села состоит из четырёх улиц.